# Franck Perrot
Pour les articles homonymes, voir Perrot.
Franck Perrot, né le 7 février 1972 à Moûtiers, est un biathlète français. 

## Biographie
En 1992, il remporte la médaille d'or de l'individuel et la médaille d'argent du sprint aux Championnats du monde junior. En fin d'année 1994, il obtient son meilleur résultat individuel dans la Coupe du monde avec le quatrième rang à l'individuel de Bad Gastein. Aux Championnats du monde 1995 à Anterselva, il remporte la médaille de bronze à la course par équipes en compagnie de Thierry Dusserre, Lionel Laurent et Stéphane Bouthiaux. Il y est aussi dixième de l'individuel.
Il dispute des épreuves dans la Coupe du monde jusqu'au début de la saison 1997-1998.

## Palmarès

### Jeux olympiques d'hiver
| Épreuve / Édition   | Individuel | Sprint | Relais |
| ------------------- | ---------- | ------ | ------ |
| JO 1994 Lillehammer | 47e        | -      | -      |

Légende :
- — : pas de participation à l'épreuve.

### Championnats du monde
- Anterselva 1995 :
  -  Médaille de bronze dans la course par équipes.

### Coupe du monde
- Meilleur classement général : 25e en 1996.
- Meilleur résultat individuel : 4e.
- 2 podiums en relais : 1 deuxième et 1 troisième place.

#### Classements annuels
| Année | Classement général final |
| 1991  | 55e                      |
| 1992  | 28e                      |
| 1993  | 26e                      |
| 1994  | 63e                      |
| 1996  | 25e                      |
| 1997  | 78e                      |
| 1998  | 70e                      |

## Vie privée
Franck Perrot est marié à la  norvégienne Tone Marit Oftedal (de), ancienne championne du monde junior de biathlon. Ils sont les parents d'Éric Perrot qui concourt pour la France, en équipe A de biathlon, depuis la saison 2020-2021.